# Oluf Skjelmose
Oluf Christian Skjelmose (24. april 1910 i Holstebro – 11. januar 1982 i Århus) var en landsholdsspiller i fodbold.
Oluf Skjelmose spillede tre landskampe alle i 1934. Han debuterede på landsholdet den 3. juli i en kamp mod Finland i Helsinki, som Danmark tabte 2-1. Senere samme år spillede han også mod Norge og Tyskland. Han blev i 1934 kåret som årets fund i dansk idræt.
Skjelmose begyndte som fodboldspiller i Holstebro BK. Fra 1932 til 1938 spillede han i den århusianske fodboldklub AFC. Da AFC i 1938 blev en del af Aarhus 1900 spillede han yderligere to sæsoner for denne klub.